# Sophie Letourneur
Sophie Letourneur (1978) es una directora y guionista francesa.

## Biografía
Después de estudiar en la École Duperré y luego en la Escuela Nacional de Artes Decorativas — donde firma tres películas —, Sophie Letourneur realiza videos experimentales, instalaciones, documentales y un cortometraje en super 8.
En 2004 realizó su primer cortometraje, La tête dans le vide, al que siguieron otros dos en 2011 y 2012. Le Marin Masqué, presentado en el Festival de Locarno  y estrenado en 2012, obtuvo dos premios y cinco nominaciones.
Consiguió rodar su primer largometraje, La vie au ranch en 2008 aunque el anticipo de recibos de la CNC le fue denegado en dos ocasiones. Lo estrenó en 2010 y ganó el Premio del Público y el Premio del Cine Francés en el Festival de Belfort de 2009. Su siguiente película, Les Coquillettes, se estrenó en 2013. El mismo año, el festival de cine - Entrevues de Belfort le otorgó el premio Eurock One+One por el espíritu musical de su película El marinero enmascarado. 
Estrenada en 2020, Énorme ganó el premio Jean Vigo el mismo año.

## Filmografía

### Cortometrajes y mediometrajes
- 2004 : Cabeza en el vacío
- 2005 : Melena Boloñesa
- 2007 : Roca y Cañón
- 2011 : El marinero enmascarado
- 2012 : Schengen

### Largometrajes
- 2010 : Vida en el rancho
- 2013 : Conchas
- 2014 : Muñeca Gaby
- 2020 : Enorme
- 2023 : Viajes a Italia